# 国木田虎雄
国木田 虎雄（くにきだ とらお、1902年（明治35年）1月5日 - 1970年（昭和45年））は、大正・昭和期の詩人。国木田独歩と2番目の妻治子の長男。

## 生涯
東京・赤坂生まれ。1915年（大正4年）に神奈川師範附属小学校を卒業。同級生に江川宇礼雄、青柳信雄、岡田時彦（高橋英一）らがいた。京北中学校に進学するも病気のため中退した。福士幸次郎が1922年（大正11年）に始めた詩誌『楽園』などに作品を発表し、同誌編集発行人の金子光晴はじめ、同人のサトウハチロー、永瀬三吾、今井達夫らと交流した。1923年（大正12年）に詩集『鷗』、翌年『独歩随筆集』を出版する。松竹蒲田のエキストラ仲間だった香取幸枝（団鬼六の実母）と結婚して鵠沼に暮らすがその後離婚し、大田区の馬込文士村に移る。
その後横浜出身の道子と再婚し、円本ブームで手にした父親の莫大な著作印税で新妻とホテル暮らしを始め、競馬で散財していたところを金子光晴に誘われ、1927年（昭和2年）に金子の案内で夫婦で上海に長期滞在して競馬三昧の日々を送る。戦後は鎌倉に移り、鎌倉文庫勤務を経て藤沢病院精神科の看護長として10年ほど勤務したのち68歳で没した。

## 家族
長男に映画俳優の三田隆がいる。モデルの国木田彩良は三田の孫で、虎雄の曾孫にあたる。